# Горы Северной Македонии

Топографическая карта Северной Македонии

Северная Македония — преимущественно горная страна. Средняя высота местности составляет 832 метра. Примерно 80 % территории страны состоит из холмов и гор. Горы делятся на две основные группы: с одной стороны, на северо-западе — горный хребет Шар-Планина, который продолжается до горного хребта Западный Вардар / Пелагония на юго-западе и юге (граничит с хребтами Динар); с другой стороны, на юго-востоке — горная цепь Осогово-Беласица (самый западный участок гор Рила-Родопы).
Шар и горный хребет Западный Вардар / Пелагония являются продолжением между Динарскими Альпами на севере и горными хребтами Пинд на юге, тогда как горная цепь Осогово-Беласица является продолжением горного массива Рила-Родопы.
Хребет Шар-Планина:
- Шар-Планина
- Кораб
- Бистра
- Осогово
- Дешат
- Ябланица
- Галичица

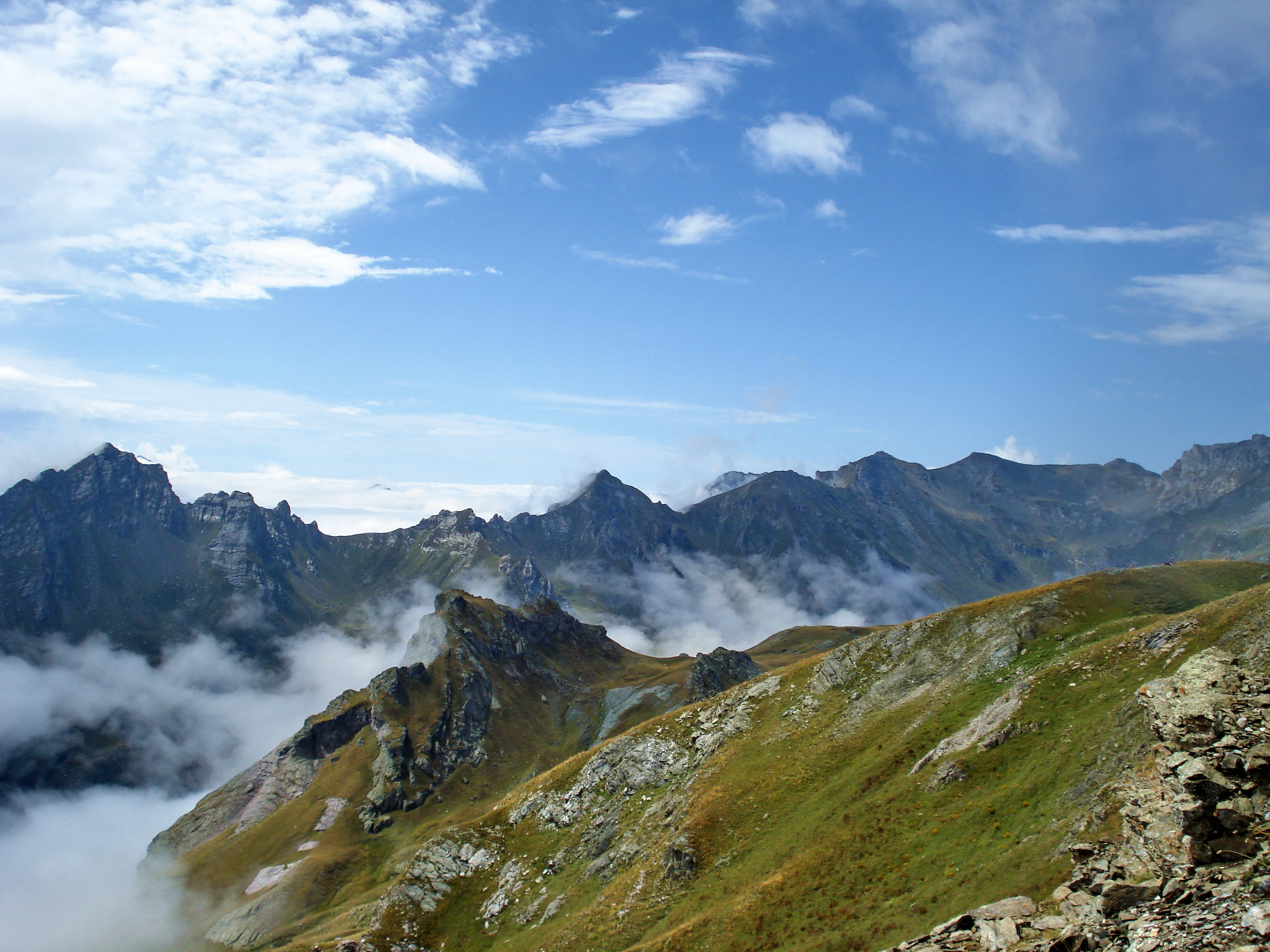
Пейзаж горы Кораб

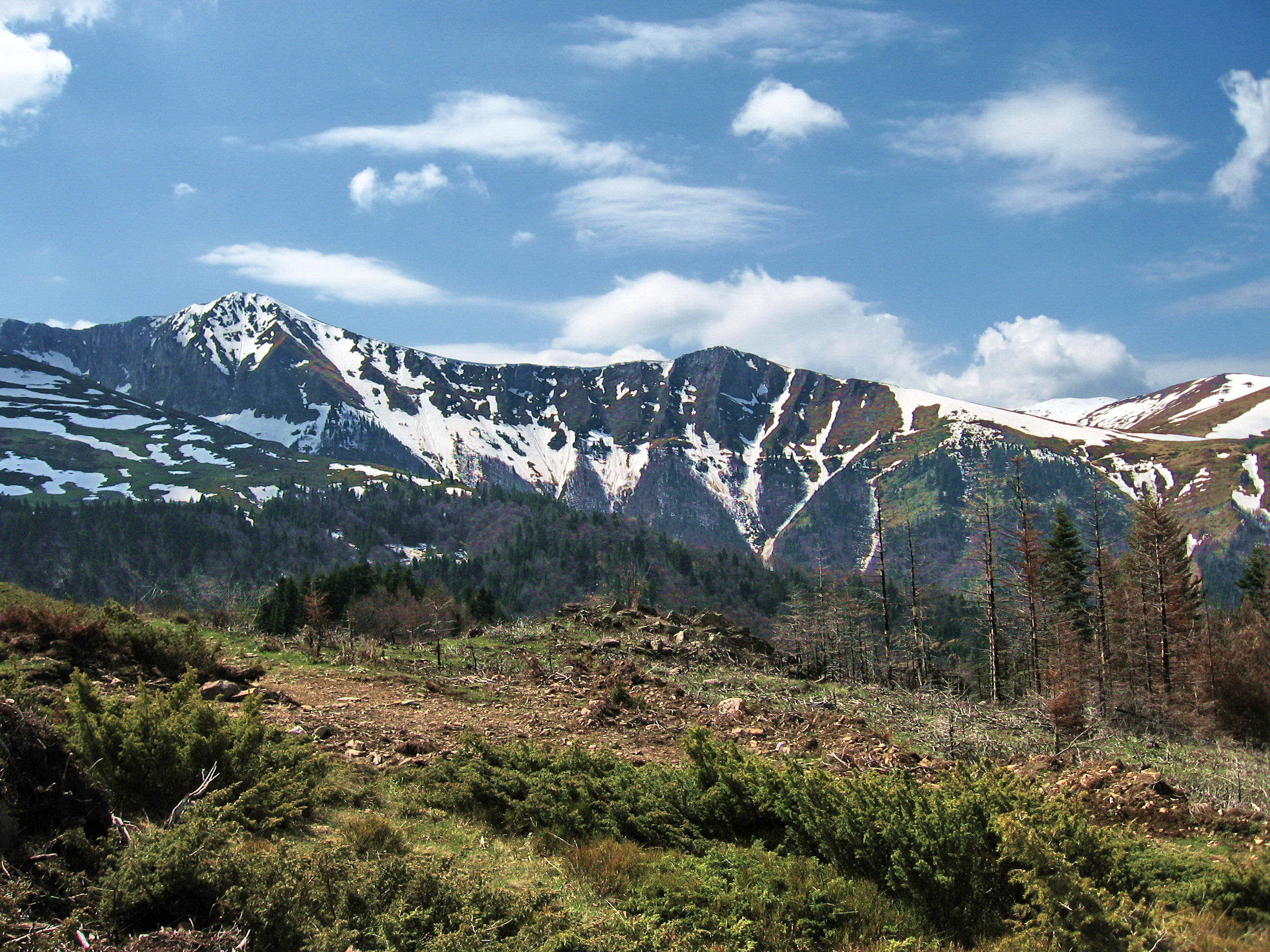
Караджица, часть горного хребта Якупица

Горный хребет Западный Вардар / Пелагония:
- Баба
- Якупика
- Нидже
- Кожуф

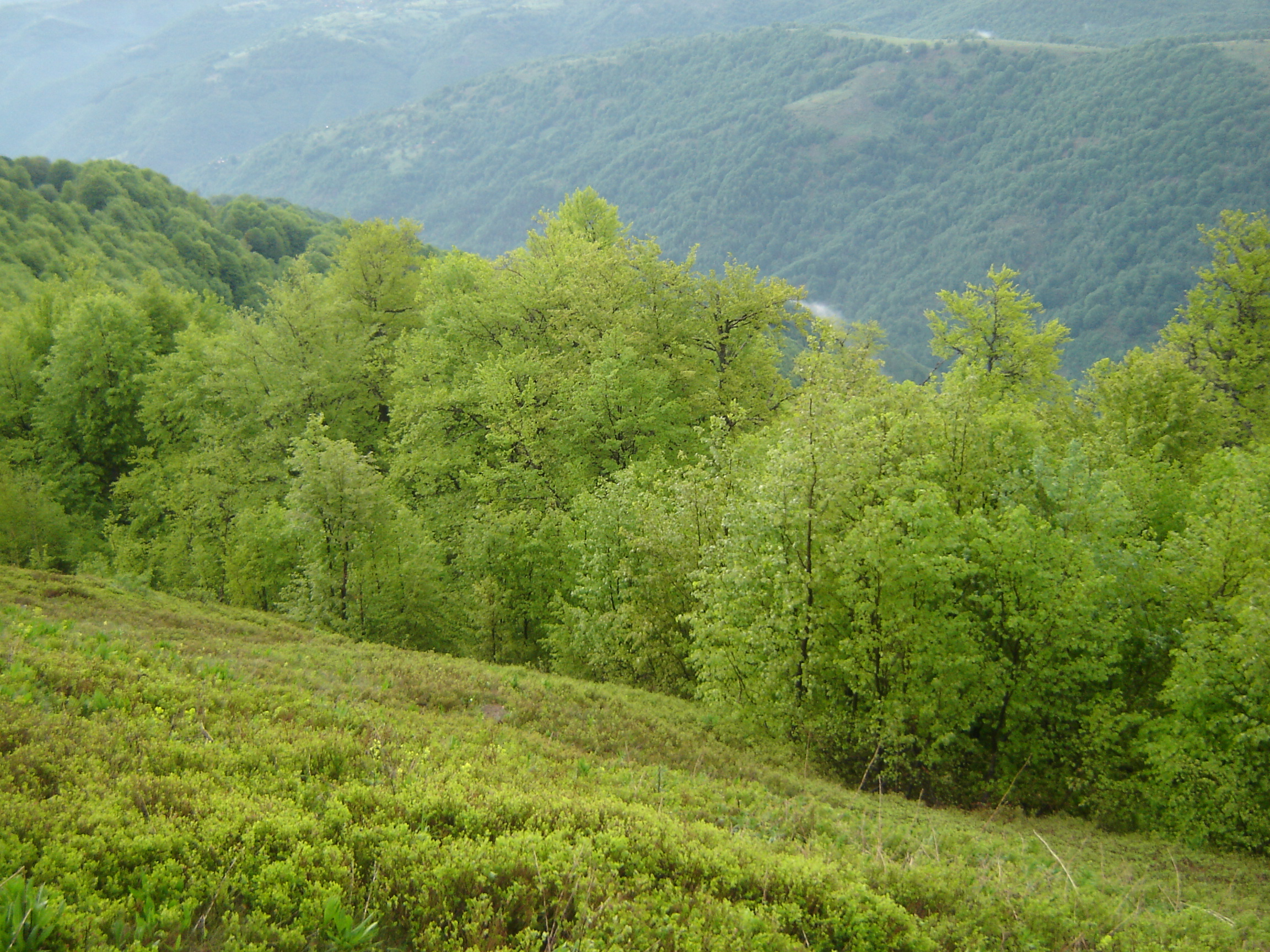
Весенний аспект Осогово в Северной Македонии

Горный массив Осогово-Беласица — более старые горы, распространены в восточной части Северной Македонии:
- Осогово
- Беласица
- Влахина
- Малешево
- Плачковица
- Огражден

Горы в группе Осогово-Беласица — более старые, распространены в восточной части Северной Македонии. Горы в группе Шарских гор — более молодые, расположены в западной и центральной части страны, и разделены на 3 подгруппы: территория вокруг реки Вардар, территория вокруг долины Пелагонии и территория в северо-западной части страны.

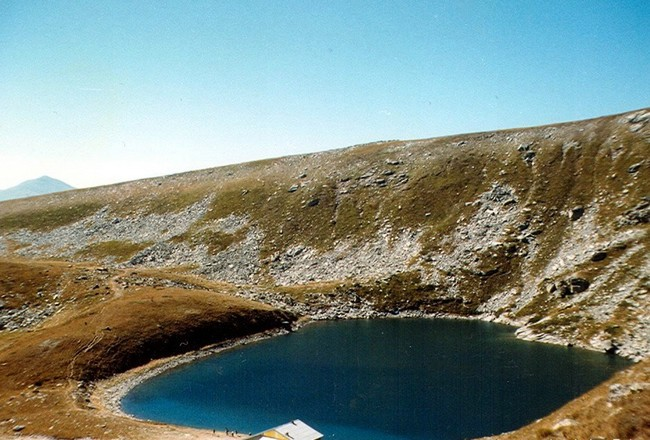
Большое озеро (2218 м) — ледниковое озеро на горе Пелистер

В Северной Македонии есть три охраняемых законом национальных парка: Пелистер, Маврово и Галичица.
Наиболее важные горы Северной Македонии:
- Кораб (2764 м)
- Шар-Планина (2747 м)
- Баба (2601 м)
- Якупица (2540 м)
- Нидже (2521 м)
- Дешат (2373 м)
- Галичица (2288 м)
- Стогово (2273 м)
- Ябланица (2257 м)
- Осогово (2252 м)
- Кожуф (2166 м)
- Бистра (2163 м)
- Челойца (2062 м)
- Беласица (2029 м)
- Козьяк (1284 м)
- Плакенска планина
- Конечка планина
- Малешево
- Плачковица
- Бушева планина
- Бабуна
- Огражден
- Селечка планина
- Скопска-Црна-Гора